# James Wong
James Wong (黃毅瑜) (ur. 20 kwietnia 1959 w Hongkongu) – amerykański producent telewizyjny, scenarzysta i reżyser filmowy azjatyckiego pochodzenia, znany głównie ze swej pracy nad Z archiwum X, Gwiezdną eskadrą, Millenium, serią Oszukać przeznaczenie oraz z remake'ów Willard i Krwawe święta, nad którymi pracował wspólnie ze swym partnerem Glenem Morganem.

## Biografia[1][2]

### Wczesne życie
Wong urodził się w Hongkongu, a następnie w wieku 10 lat przeniósł się z rodziną do San Diego w Kalifornii, USA. W trakcie uczęszczania do El Cajon Valley High School poznał swojego przyszłego partnera-scenarzystę Glena Morgana. Następnie rozpoczął studia w Loyola Marymount University, gdzie dołączył do komediowej grupy improwizacyjnej. Początkowo wiązał swą przyszłość z inżynierią, lecz po obejrzeniu Czasu Apokalipsy zainteresował się karierą filmową. Po studiach został zatrudniony jako asystent Sandy Howard. W tym samym czasie Wong i Morgan pisali wspólnie scenariusze, a jeden z nich doczekał się swej ekranizacji.

### Wspólna kariera Wonga i Morgana
Wong i Morgan wspólnie napisali scenariusz do filmu The Boys Next Door, po czym Wong został zatrudniony jako edytor przy produkcji krótkiego dramatu kryminalnego pt. Knightwatch. Później, razem z Morganem, pracowali przy wielu produkcjach Stephena J. Cannella, tj. Wiseguy, The Commish, 21 Jump Street oraz Booker.
Dzięki swym pracom nad serialami policyjnymi, Wongiem i Morganem zainteresował się Chris Carter, który zatrudnił ich przy produkcji nowego serialu sci-fi pt. Z archiwum X. Mieli oni duży wpływ na fabułę serialu, zwłaszcza w dwóch pierwszych sezonach (produkowanych w latach 1993–1995). Byli również pomysłodawcami kilku głównych postaci serialu – Waltera Skinnera i Mr. X. Wczesne odcinki, nad którymi pracowali, zostały bardzo pozytywnie ocenione przez krytyków filmowych, zwłaszcza dzięki interesującej fabule przeplatanej nieraz z makabrycznym czarnym humorem.
W 1995 roku, dzięki popularności zdobytej podczas produkcji Z archiwum X, Wong i Morgan podpisali wart osiem milionów dolarów czteroletni kontrakt z 20th Century Fox na pisanie scenariuszy i produkowanie seriali telewizyjnych. Wtedy właśnie Wong i Morgan stworzyli kultowy serial pt. Gwiezdna eskadra.
Obaj powrócili do Z archiwum X podczas produkcji czwartego sezonu (1996–1997). Napisali wtedy scenariusz do odcinka "Home", który został określony jako bardzo kontrowersyjny. Ich bliska znajomość z Carterem przyniosła im zatrudnienie przy jego nowej serii pt. Millenium, której produkcją zajęli się od drugiego sezonu (1997–1998), kiedy Carter zajął się innymi projektami filmowymi. Później duet pracował nad nowym serialem telewizji NBC pt. The Others.
W roku 2000 Wong wyreżyserował film pt. Oszukać przeznaczenie, do którego scenariusz stworzył razem z Morganem. Film odniósł ogromny sukces, co wkrótce doprowadziło do wyprodukowania jego drugiej części, nad którą jednak Wong i Morgan nie pracowali. Następnie Wong pracował przy filmie akcji Tylko jeden (2001), horrorze Willard (2003) wyreżyserowanym przez Morgana i przy drugim sequelu Oszukać przeznaczenie 3 (2006), znów reżyserowanym przez niego. Na początku 2006 roku wyprodukowany został remake Czarnych świąt, zatytułowany Krwawe święta, do którego scenariusz napisali James Wong i Glen Morgan, a reżyserem był Morgan. Następnie napisał i wyreżyserował film Dragonball: Ewolucja, będący filmową adaptacją znanej mangi Akiry Toriyamy.

### Życie prywatne
Żonaty z Teeną Wong, z którą ma trójkę dzieci. Mieszka ze swą rodziną w Kalifornii.

## Odbiór w mediach
James Wong użyczył swe imię i nazwisko jednemu z bohaterów gry komputerowej The X-Files: The Game, bohaterka jednego z odcinków Z archiwum X – 1x10 Eve, otrzymała imię po jego żonie – Teena.